# Nachaufführungstheater
Nachaufführungstheater waren in der Regel Kinos außerhalb der Innenstädte und auf dem Land.
Von einem Film wurden – solange er kein Kassenschlager war – nur wenige Kopien gezogen und in den Kinos eingesetzt.  Dies führte zu „Erstaufführungskinos“ (die stetig guten Besuch aufwiesen und daher Filmstarts zugeteilt bekamen) und zu Nachaufführungskinos zur nachfolgenden Auswertung als Reprisen.
Der Niedergang der Nachaufführungstheater erfolgte in zwei Phasen: Die erste setzte mit der ersten Kinokrise ab 1958 ein. Diese hatte mehrere Ursachen: Zum einen hatte der deutsche und österreichische Heimatfilm, welcher hauptursächlich für den Zuschauerboom in den frühen 1950er Jahren gesorgt hatte, seinen Zenit überschritten. Zweitens zog das Fernsehen in immer mehr deutsche Haushalte ein. Das Fernsehen wurde umgangssprachlich „Patschenkino“ oder „Puschenkino“ genannt, weil man in Hausschuhen Kinofilme ansehen konnte und dafür nicht extra ein Kino aufsuchen musste.
In den 1960er Jahren mussten somit viele Kinos auf dem Lande, insbesondere im Einzugsgebiet größerer Städte, schließen.
Eine zweite Schließungswelle unter den Nachspielkinos erfolgte ab den 1970er Jahren mit der Einführung der sogenannten Schachtelkinos. Da viele große Innenstadtkinos in mehrere kleine Abspieleinheiten unterteilt wurden, konnten diese einen Film entsprechend länger in immer kleineren Kinosälen mit geringeren Personalkosten auswerten – erledigten die Nachspieltermine also quasi mit. Die neuen Kinos wurden besser eingerichtet, etwa mit gepolsterten Sesseln anstatt herkömmlicher Holzklappsessel und boten somit mehr Komfort.
Da das Nachspiel für viele Stadtteilkinos nicht mehr lukrativ war, mussten diese entweder aufgegeben werden oder sich auf Spezialformen des Kinogewerbes – als Sexkino oder Programmkino spezialisieren.
1. ↑  Was hilft Ihnen in diesen Tagen?, Der Standard, Wien, zuletzt abgerufen im September 2022